# 더 디그 (소설)
더 디그(The Dig)는 2007년 5월에 출판된 존 프레스턴(John Preston)의 역사 소설이다.

## 상세
1939년 영국 서퍽(Suffolk)의 서튼후(Sutton Hoo)에서 앵글로색슨(Anglo-Saxons) 선박 매장 발굴을 배경으로 한다. 더스트 재킷(dust jacket)은 그것을 "현대 영국에서 가장 유명한 고고학 발굴에 대한 훌륭하게 실현된 설명"이라고 묘사한다.
저자는 어느 정도의 문학 라이센스를 사용하여 책의 서술 및 설명이 서튼후(Sutton Hoo)발굴의 실제 사건과 다양한 방식에서 다른 시각을 보여줄수 있다고 알려져있다.

## 대영박물관
지주 이디스 프레티(Edith Pretty)와 발굴가 배질 브라운(Basil Brown)이 작업한 동앵글리아(East Anglia)의 유적지에서 출토된 앵글로색슨 유물들은 대부분 이디스 프레티(Edith Pretty)의 기증으로 대영박물관(The British Museum)에서 소장 및 전시하고 있다.

## 같이 보기
- 더 디그 (영화)
- 메로빙거 왕조